# Moskee Al Hijra

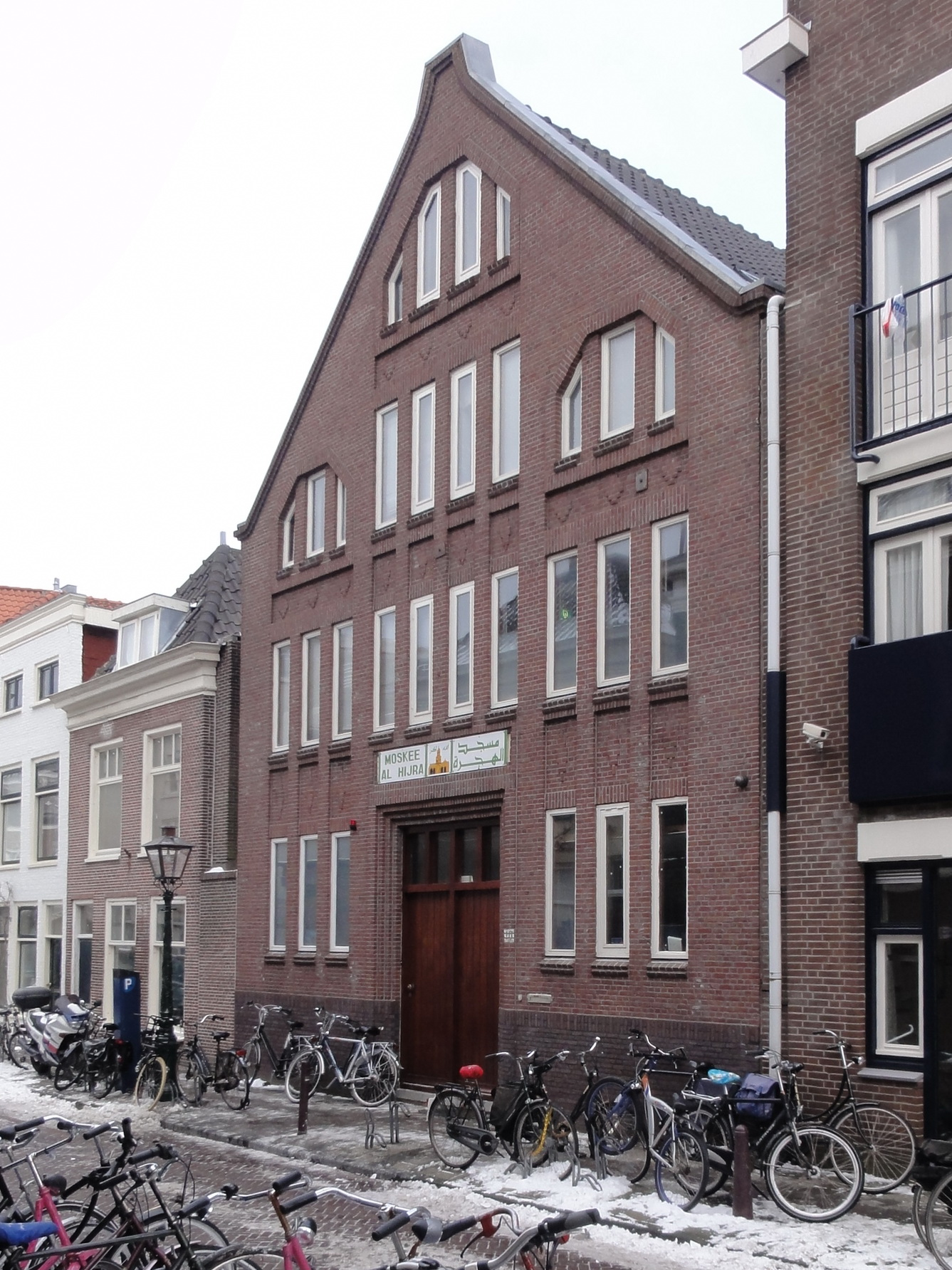
Het in 2018 verlaten gebouw aan de Rembrandtstraat

De Al Hijra-moskee is een moskee in de Nederlandse stad Leiden, die sinds circa 1982 gevestigd was aan de Rembrandtstraat 10. Omdat het gebouw te klein werd voor de Marokkaanse geloofsgemeenschap is in 2018 nieuwbouw in gebruik genomen aan de Ter Haarkade. De naam Al Hijra of Al Hidjra verwijst naar de migratie van Mohammed en zijn volgelingen van Mekka naar Medina in 622.

## Rembrandstraat 10
Het gebouw aan de Rembrandstraat was van 1922 tot 1969 in gebruik als kerkgebouw van het Apostolisch Genootschap, dat wil zeggen eerst de Hersteld Apostolische Zendinggemeente in de Eenheid der Apostelen (HAZEA), en vanaf 1946 het Apostolisch Genootschap (AG). Vervolgens werd het gebruikt als antiekhal. Nadat een verzoek was gedaan om het gebouw ook te mogen gebruiken als café, cq. cultureel centrum, brak er in juli 1979 brand uit en werden de twee bovenste etages volledig verwoest. De benedenetage leed flinke waterschade. Enkele jaren later werd het pand geschikt gemaakt voor gebruik als moskee.

## Ter Haarkade
Na een lange maatschappelijke discussie heeft de gemeenteraad van Leiden op 26 januari 2012 ingestemd met een nieuw Bestemmingplan Haagwegkwartier Noordwest en daarmee met nieuwbouw op de hoek van de Ter Haarkade met de Haagweg. De nieuwe moskee is circa 2500 vierkante meter groot, waarbij, zoals gebruikelijk bij grond die door de gemeente wordt verkocht voor maatschappelijke doeleinden, 40% ondersteunende detailhandel wordt toegestaan. Onder het islamitische centrum is een halfverdiepte parkeergarage gerealiseerd met een overloopcapaciteit op het plein aan de voorzijde. Voor de buurt zal daarmee geen extra parkeerdruk ontstaan.
Op 20 juni 2014 werd door de Stichting Moslimgroep Leiden de eerste paal geslagen. In de nieuwe geel-beige Al Hijra moskee is op 6 april 2018 voor het eerst officieel een vrijdaggebed gehouden.